# Барис Бей
Барис Бей (на английски: Barry’s Bay) е град и курортен център в Канада, провинция Онтарио.
Има около 1300 жители. Намира се на ръба на провинциалния парк „Алгонкин“ и е на около 190 км от канадската столица Отава на запад.

## История
Заливът Бари е кръстен на заселника Джеймс Бари – бригадир на дърводобивна компания организирал лагер там. Районът е заселен в края на 19 век предимно от имигранти от кашубски, полски и ирландски произход. Мястото първоначално се е наричало Kuaenash Ne-ishing, което означава „Красив залив“ на алгонкин, местния език.
Книгата на канадската писателка Карли Форчън „Всяко лято след това“, публикувана през 2022 г., се развива в залива Бари.
- Вход на парк „Зураковски“